# Poczapy (rejon kowelski)
Poczapy (ukr. Поча́пи) – wieś na Ukrainie w rejonie kowelskim należącym do obwodu wołyńskiego.
Do 2020 w rejonie lubomelskim.

## Położenie
Na podstawie Słownika geograficznego Królestwa Polskiego i innych krajów słowiańskich: Poczapy to wieś w powiecie włodzimierskim, nad Ikwą, 57 wiorst od Włodzimierza.